# Isodiametra hortulus
Isodiametra hortulus är en plattmaskart som först beskrevs av Hooge och Tyler 2003.  Isodiametra hortulus ingår i släktet Isodiametra och familjen Isodiametridae. Inga underarter finns listade i Catalogue of Life.